# Ish Ait Hamou
Ish Ait Hamou (Vilvoorde, 9 april 1987) is een Belgisch televisiepresentator, auteur en regisseur, en een voormalig (hiphop)danser en choreograaf van Marokkaanse komaf. Sinds 2017 is Hamou stadsambassadeur van de stad Vilvoorde.

## Doorbraak
In 2010 kreeg Ait Hamou een opdracht als choreograaf bij Adidas in Duitsland, waarna hij een driejarige samenwerking aanging met het agentschap dat hem de opdracht bij Adidas bezorgde.

## Televisie
Ait Hamou was in Nederland en Vlaanderen te zien als choreograaf in So You Think You Can Dance, waar hij later als jurylid zou fungeren. Daarnaast was hij onder andere te zien als choreograaf in Dansdate en als deelnemer in Terug naar eigen land. In 2016 presenteert hij het dansprogramma Alors on danse.

## Filmografie
- BXL (2024) (regie en scenario, samen met Monir Ait Hamou)
- D5R: de film (2017) - als zichzelf

## Eerbetoon
- 2016: Prijs van de Gelijkheid[3]
- 2020: Ereteken van de Vlaamse Gemeenschap
- 2024: Eredoctoraat Universiteit Gent[4]